# Le Pizou
Le Pizou é uma comuna francesa na região administrativa da Nova Aquitânia, no departamento Dordonha. Estende-se por uma área de 16,99 km². Em 2010 a comuna tinha 1 368 habitantes (densidade: 80,5 hab./km²).